# José Luis Faura
José Luis Faura Asensio (Pliego, 15 september 2000) is een Spaans wielrenner.

## Carrière
In 2023 reed Faura voor Electro Hiper Europa. namens die ploeg werd hij onder meer twaalfde in het eindklassement van de Ronde van Alentejo en vijftiende in dat van de GP Beiras e Serra da Estrela. In 2024 keerde hij terug naar het Spaanse amateurcircuit, waar hij meerdere overwinningen en ereplaatsen behaalde.
In 2025 werd Faura prof bij Burgos Burpellet BH. Zijn debuut voor de ploeg maakte hij in de Clàssica Camp de Morvedre, waar hij negentiende werd. Twee weken later werd hij zeventiende in de Muscat Classic.

## Resultaten in voornaamste wedstrijden
|      | \| Jaar \| Clásica San Sebastián \| \| ---- \| --------------------- \| \| 2025 \| 68e \| |
| Jaar | Clásica San Sebastián                                                                     |
| 2025 | 68e                                                                                       |

## Resultaten in kleinere rondes
| Jaar | Ronde van Catalonië |
| ---- | ------------------- |
| 2025 | opgave              |

(*) tussen haakjes aantal individuele etappeoverwinningen

## Ploegen
- 2023 –  Electro Hiper Europa
- 2025 –  Burgos Burpellet BH